# Anders Magnus Klingspor
Anders Magnus Klingspor, född 29 september 1745, död 9 juli 1810 i Kalmar, var en svensk militär.

## Biografi
Klingspor föddes 1745 som son till föraren vid Upplands regemente Adolf Magnus Klingspor och dennes hustru Brita Catharina Fernström. Han blev volontär vid Livgardet 1766 och vid Upplands regementen 20 september 1769. Han utnämndes till furir vid regementet den 21 november 1772 och fick avsked den 28 juni 1776. Han blev därefter arrendator av Borgholms kungsgård på Öland.

### Familj

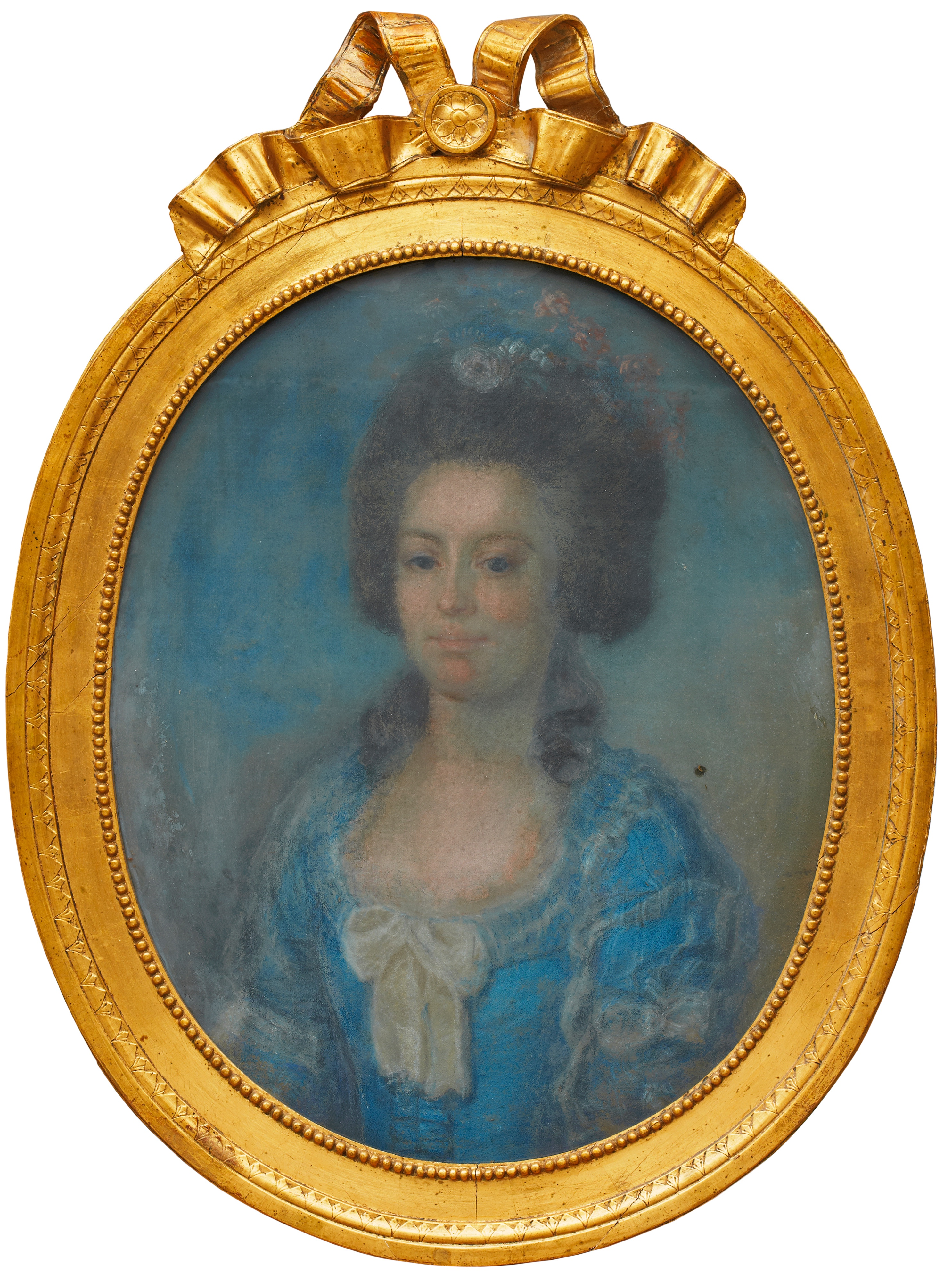
Porträtt av Ulrika af Sillén (1759‑1791) iklädd blå klänning i nationella dräktens snitt, med vita detaljer. Målning i pastell från cirka 1785 av okänd konstnär.

Klingspor gifte sig första gången den 26 december 1775 på Borgholms kungsgård med Ulrika af Sillén. Hon föddes på född på Borgholms kungsgård den 23 augusti 1759 och dog där den 1 oktober 1791. Hon var dotter till kaptenen Carl Gustaf af Sillén och Margareta Sofia Blom. Paret fick åtta barn.
Klingspor gifte sig andra gången den 24 juni 1792 på Borgholms kungsgård med Juliana Jakobina Möllenhauer, som föddes i Karlskrona 1771 och dog den 16 september 1851 på Ramstad på Öland. Paret fick fem barn.